# زاپالاسور
زاپالاساروس (نام علمی: Zapalasaurus) نام یک گونه از راسته خزنده‌کفلان است.